# Beep (Ton)
Beep (entlehnt aus dem englischen beep) bezeichnet ein akustisches Signal eines Computers. Die Töne werden von einem Systemlautsprecher erzeugt. Sie können vom Computer auch dann ausgegeben werden, wenn das Betriebssystem noch gar nicht geladen wurde oder nicht reagiert.

## Weitere Einzelheiten

### BIOS-Beep
Beep-Signale werden vom BIOS zur Fehlererkennung eingesetzt. Die Anzahl und die Länge der erzeugten Töne ist ein Hinweis auf die Fehlerquelle. Das Beep-Signal kann auch dann ertönen, wenn der Rechner über keine Soundkarte verfügt.

### Software-Beep
Das Beep-Signal kann auch von Computerprogrammen mittels des ASCII-Steuerzeichens Bell hervorgerufen werden. Es wird beispielsweise verwendet, um den Benutzer in dringenden Fällen auf das System aufmerksam zu machen.